# 휘빈 김씨
휘빈 김씨(徽嬪 金氏, 생몰년 미상)는 조선 문종의 세자 시절 세자빈(世子嬪)으로, 본관은 안동(安東)이다.

## 생애
판돈녕부사 김구덕(金九德)의 손녀이자, 상호군 김오문(金五文)과 그 아내 정씨(鄭氏)의 딸이다.
1427년 왕세자 향의 세자빈(世子嬪)으로 간택되었으나, 세자는 세자빈에게 별 관심을 보이지 않았다.
이에 세자빈은 세자의 사랑을 받기 위해 시녀 호초(胡椒)에게 민간에서 쓰는 갖가지 비법을 묻자 호초는 “남자가 좋아하는 여인의 신을 불에 태워 가루를 만들어 남자에게 마시게 하면 사랑을 받는다.” 라고 대답했다.
세자빈은 평소 시기하던 궁녀 효동(孝童)·덕금(德金)의 신으로 시험해 보고자 하였으나 여의치 않아 다른 방법을 물었다.
호초는 대신들의 첩인 중가이와 하봉래에게서 들은 방법을 전했고, 그러던 중 세자궁의 시녀 순덕(順德)이 세자빈의 약낭에서 가죽신 껍질을 발견하고 세자빈의 어머니에게 이 일을 보고했다.
뒤늦게 세자빈이 각종 비방을 쓴다는 사실을 알게 된 세종과 소헌왕후의 추궁에 세자빈이 모든 것을 자백하였다.
순덕이 가죽신 껍질을 가지고 있었고 모든 자백이 명확하자 세종은 1429년 7월 18일 세자빈을 폐위하여 폐빈(廢嬪)으로 강등시켰다. 또한 폐빈 김씨의 아버지 김오문과 호초의 아버지의 직첩을 거두고 김씨의 오빠 김중엄도 파면시켰다. 세자빈에게 압승술을 가르쳤다는 죄로 호초는 참형에 처해졌다.

## 가족 관계
본가 (구)안동 김씨(舊 安東 金氏)
- 증조부 : 상락군 김묘(上洛郡 金昴, 생몰년 미상)
- 증조모 : 정부인 여흥 민씨(貞夫人 驪興 閔氏, 생몰년 미상)
  - 조부 : 판돈녕부사 안정공 김구덕 (判敦寧府事 安靖公 金九德, 미상~1428)
  - 조모 : 정부인 영월 신씨(貞夫人 寧越 辛氏, 생몰년 미상)[5]
    - 아버지 : 김오문(金五文, 생몰년 미상)
    - 어머니 : 정부인 정씨(貞夫人 鄭氏, 생몰년 미상)
      - 오빠 : 김중엄(金仲淹, 생몰년 미상)

    - 고모 : 명빈 김씨(明嬪 金氏, 미상~1479)

왕가 전주 이씨(全州 李氏)
- 시조부이자 고모부 : 제3대 태종대왕(太宗大王, 1367~1422, 재위 1400~1418)
- 시조모 : 원경왕후 민씨(元敬王后 閔氏, 1365~1420)
  - 시아버지 : 제4대 세종대왕(世宗大王, 1397~1450, 재위 1418~1450)
  - 시어머니 : 소헌왕후 심씨(昭憲王后 沈氏, 1395~1446)
    - 남편 : 제5대 문종대왕(文宗大王, 1414~1452, 재위 1450~1452)

## 같이 보기
- 문종

## 참고 자료
- 세자빈 김씨 - 한국학중앙연구원